# Koekopvis
De koekopvis (Naso lituratus) is een straalvinnige vissensoort uit de familie van de doktersvissen (Acanthuridae). De wetenschappelijke naam van de soort is voor het eerst geldig gepubliceerd in 1801 door Forster.

## Kenmerken
Deze 45 cm lange vis heeft een hoog, samengedrukt lichaam. Opzij van de staart bevindt zich een vlijmscherpe stekel, waarmee behoorlijke wonden kunnen worden toegebracht.

## Leefwijze
Het voedsel van deze vis bestaat in hoofdzaak uit bladwieren, die ze van de zeebodem grazen. De stekel wordt gebruikt ter verdediging tegen belagers en in rangordegevechten met soortgenoten.

## Verspreiding en leefgebied
Deze soort komt algemeen voor in de Grote- en Indische Oceaan op koraalriffen.